# Lucas Hedges

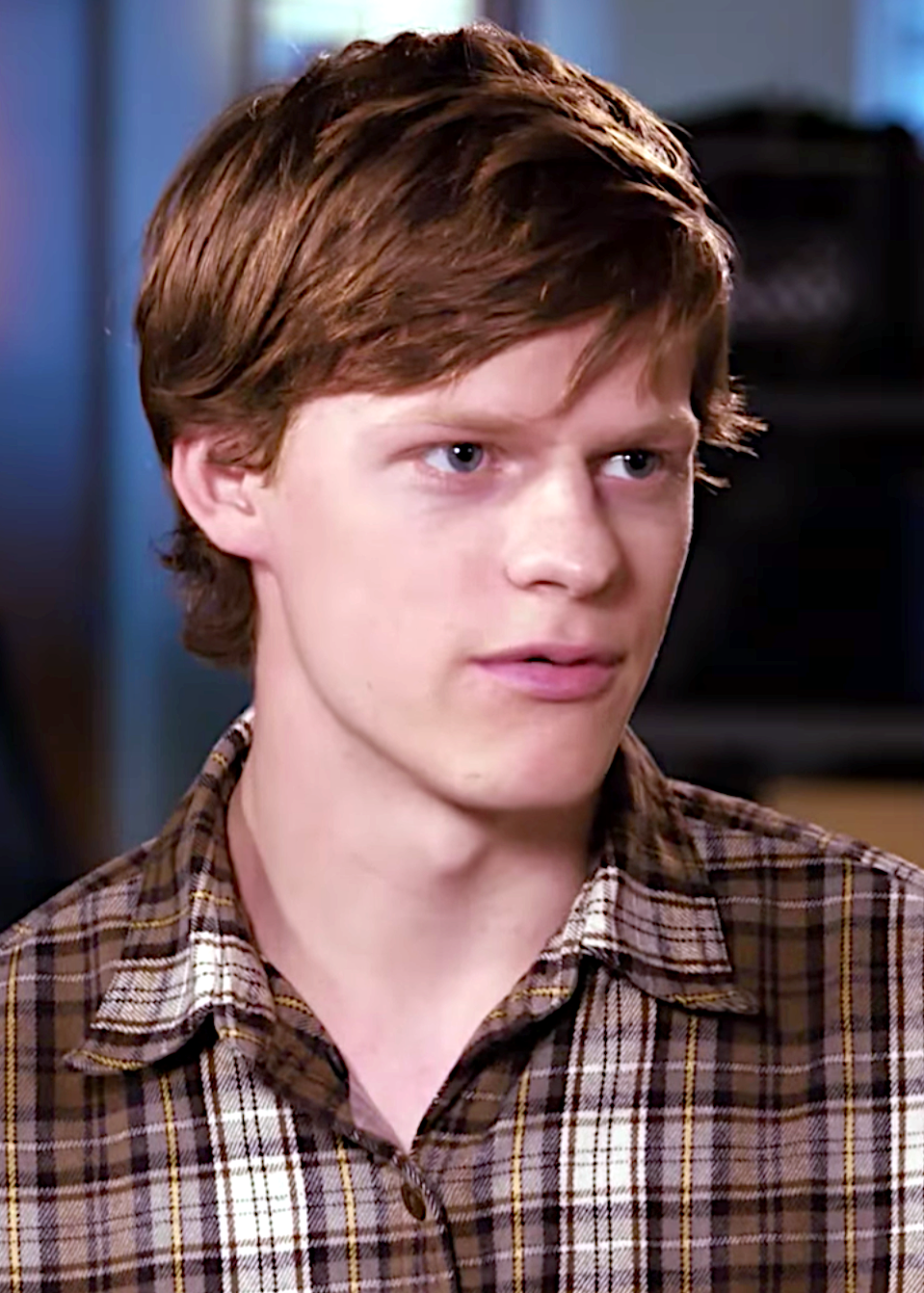
Lucas Hedges (2017)

Lucas Hedges (* 12. Dezember 1996 in Brooklyn, New York City) ist ein US-amerikanischer Schauspieler. Er spielte Rollen in Filmen wie Labor Day, The Zero Theorem, Grand Budapest Hotel, Kill the Messenger oder Manchester by the Sea.

## Leben und Karriere
Lucas Hedges wurde als Sohn des Schriftstellers, Drehbuchautors und Filmregisseurs Peter Hedges (* 1962) und der Dichterin Susan Bruce (Titman) geboren. Einen ersten kleinen Filmeinsatz vermittelte ihm sein Vater 2007 als Marlene Lawstons Tanzpartner in seinem romantischen Drama Dan – Mitten im Leben! Im Jahre 2012 begann der Junge dann ernsthaft mit der Schauspielerei. Es folgten Rollen in Wes Andersons Drama Moonrise Kingdom und in Dante Ariolas Kinoproduktion Ein tolles Leben. 2013 spielte er in dem Film Labor Day von Jason Reitman die Rolle des Richard und der Regisseur Terry Gilliam gab ihm die Rolle des Bob in seinem Fantasy-Drama The Zero Theorem neben Schauspielern wie Christoph Waltz, Mélanie Thierry und David Thewlis. Der Regisseur Wes Anderson gab ihm 2014 erneut einen kleinen Part in seiner Kinokomödie Grand Budapest Hotel. Darüber hinaus sah man ihn 2014 noch in dem Drama Kill the Messenger von Michael Cuesta. 2016 verkörperte er in Kenneth Lonergans Filmdrama Manchester by the Sea die Rolle des Patrick. Diese brachte ihm 2017 eine Oscar-Nominierung als Bester Nebendarsteller ein.
Neben seiner Tätigkeit beim Film trat er 2012 auch in dem prominent besetzten Fernsehdrama The Corrections neben Schauspielern wie Maggie Gyllenhaal, Ewan McGregor, Rhys Ifans, Chris Cooper und Dianne Wiest auf.
2017 wurde er in die Academy of Motion Picture Arts and Sciences (AMPAS) aufgenommen, die jährlich die Oscars vergibt.
In der deutschen Synchronisation wird er derzeit meistens von Patrick Baehr gesprochen.

## Filmografie (Auswahl)
- 2007: Dan – Mitten im Leben! (Dan in Real Life)
- 2012: Moonrise Kingdom
- 2012: Ein tolles Leben (Arthur Newman)
- 2012: The Corrections (Fernsehfilm)
- 2013: Labor Day
- 2013: The Zero Theorem
- 2014: Grand Budapest Hotel (The Grand Budapest Hotel)
- 2014: Kill the Messenger
- 2015: The Slap (Fernsehserie, 8 Episoden)
- 2015: Anesthesia
- 2016: Manchester by the Sea
- 2017: Lady Bird
- 2017: Three Billboards Outside Ebbing, Missouri
- 2018: Der verlorene Sohn (Boy Erased)
- 2018: Mid90s
- 2018: Ben is Back
- 2019: Honey Boy
- 2019: Waves
- 2020: French Exit
- 2020: Let Them All Talk
- 2024: Shirley
- 2025: Sorry, Baby

## Theater
- 2023: Brokeback Mountain

## Auszeichnungen (Auswahl)
Oscar
- 2017: Nominierung als Bester Nebendarsteller (Manchester by the Sea)

Golden Globe Award
- 2019: Nominierung als Bester Hauptdarsteller – Drama (Der verlorene Sohn)

British Academy Film Award
- 2017: Nominierung für den Rising Star Award[4]

Screen Actors Guild Award
- 2017: Nominierung als Bester Nebendarsteller (Manchester by the Sea)
- 2017: Nominierung als Mitglied des Besten Schauspielensembles in einem Film (Manchester by the Sea)[5]

Critics’ Choice Movie Award
- 2016: Auszeichnung als Bester Jungdarsteller (Manchester by the Sea)